# 헬렌 토머스

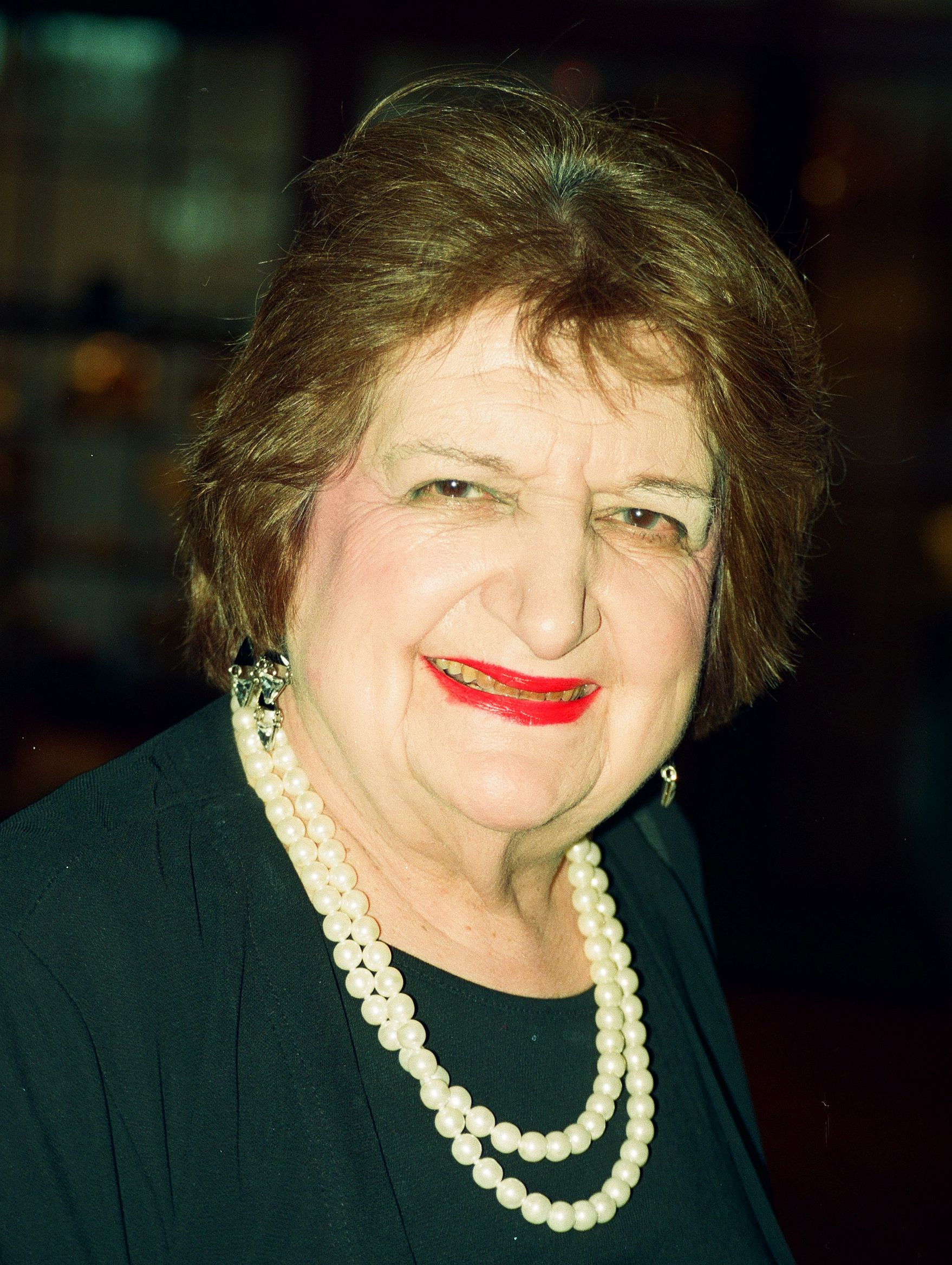

헬렌 토머스(Helen Thomas, 1920년 8월 4일 ~ 2013년 7월 20일)는 미국의 뉴스통신사, 신문사 기자였다.

## 생애
레바논 이민 2세이다. 60년간 백악관을 출입하면서 존 F. 케네디 대통령부터 버락 오바마 대통령에 이르기까지 10명의 전ㆍ현직 대통령을 취재했다. 수십 년간 백악관 브리핑룸의 맨 앞줄에 앉아 대통령에게 공격적인 질문을 퍼부으며 이름을 날렸다. UPI 통신, 허스트 코퍼레이션, 폴스처치 뉴스-프레스에서 일했다.

## 기타
- 이스라엘에 대한 노골적인 반감을 가진 것으로 유명했다. 2010년 6월 백악관에서 열린 유대인 관련 행사에서 한 랍비에게 "유대인들은 팔레스타인을 떠나 (자신들의 집인) 폴란드나 독일로 가야 한다"고 말했다가 비난 여론이 비등하자 '허스트 코포레이션'의 기자직을 사퇴했다.[1]